# Nínive
|  | Per a altres significats, vegeu «Governació de Nínive». |

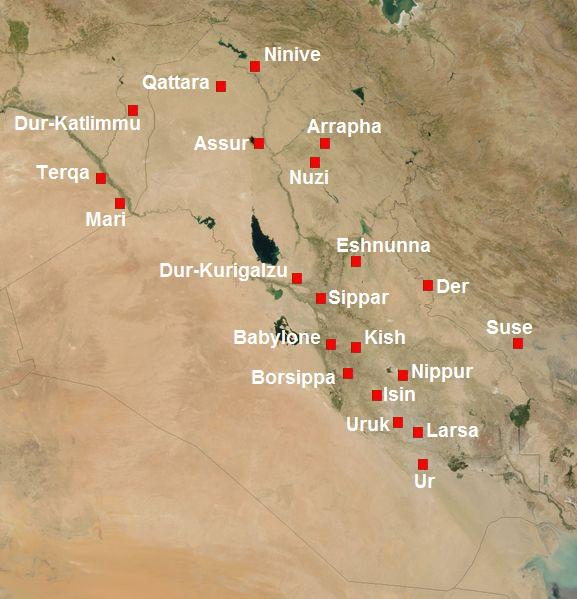
Localització de Nínive a Mesopotàmia

Nínive (siríac: ܢܝܼܢܘܹܐ) fou una antiga ciutat assíria de l'Alta Mesopotàmia, situada als afores de Mossul, a l'actual Kurdistan iraquià. Està situada a la riba oriental del riu Tigris, i va ser la capital de l'Imperi Neoassiri. Avui dia és un nom comú per a la meitat de Mossul que es troba a la riba oriental del Tigris.
Va ser la ciutat més gran del món durant uns cinquanta anys fins a l'any 612 aC quan, després d'un amarg període de guerra civil a Assíria, va ser saquejada per una coalició dels seus antics pobles súbdits: els babilonis, els medes, els caldeus, perses, escites i cimmeris. Les seves ruïnes es troben a la riba contrària del riu on està situat el centre actual de Mossul, al governarat de Ninawa.
S'hi ha excavat grans quantitats d'escultura assíria i d'altres artefactes i ara es troben en museus d'arreu del món. L'Estat Islàmic de l'Iraq i el Llevant (ISIL) va ocupar l'indret a mitjans del 2010. Durant aquesta ocupació es van destruir alguns dels monuments que es conservaven a la zona i es va causar un dany considerable a d'altres. Les forces armades de l'Iraq van recuperar la zona el gener de 2017.

## Nom

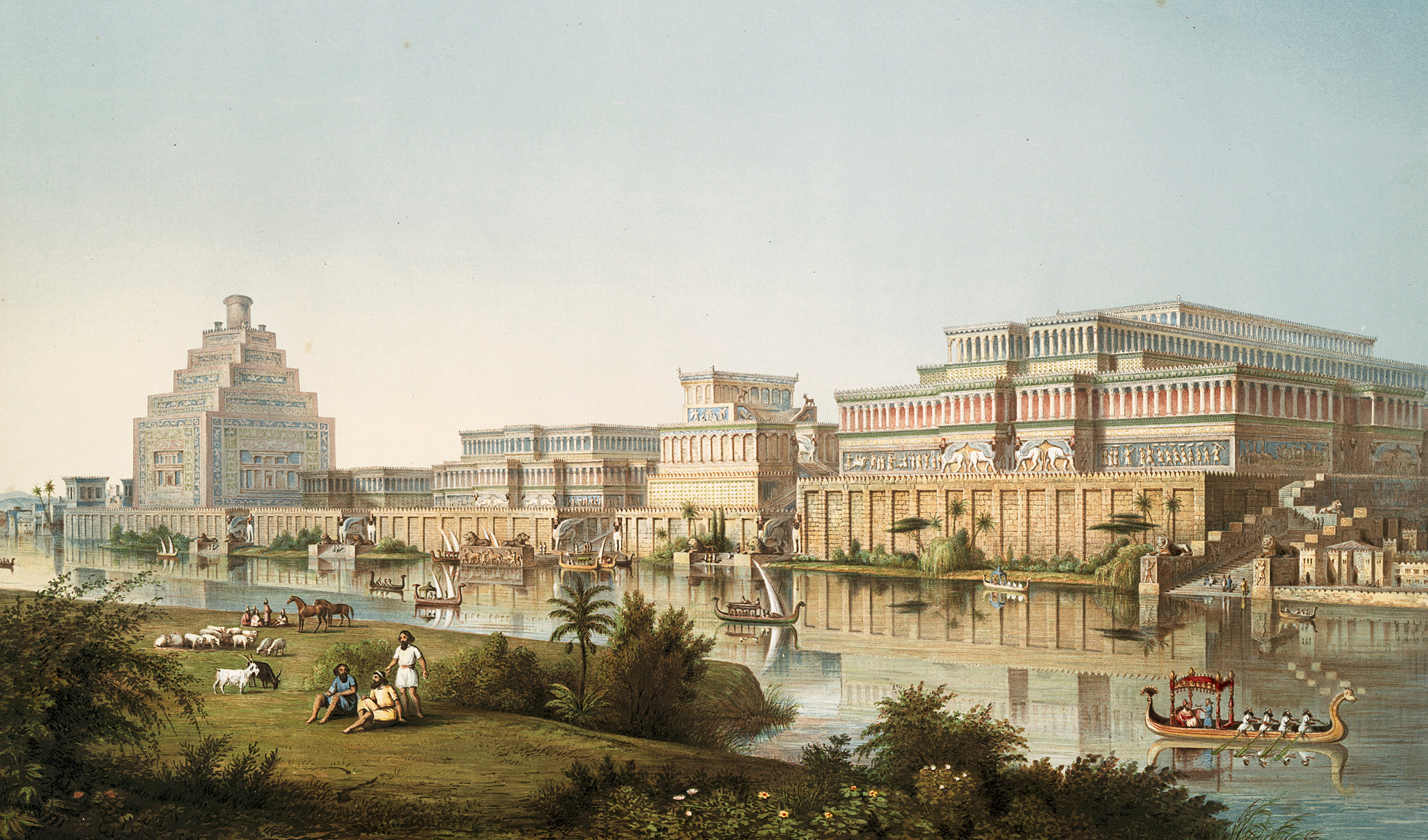
Impressió artística dels palaus assiris dels Monuments de Nínive de Sir Austen Henry Layard, 1853

El topònim Nínive prové del llatí Nīnevē i Septuaginta grec Nineuḗ (Νινευή) sota la influència de l'hebreu bíblic Nīnəweh (נִינְוֶה), de l'accadi Ninua (var. Ninâ) o Ninuwā antic babilònic. El significat original del nom no és clar, però pot haver fet referència a una deessa patrona. El cuneiforme de Ninâ (𒀏) és un peix dins d'una casa (vegeu arameu nuna, 'peix'). Això pot haver volgut dir simplement «lloc dels peixos» o pot haver indicat una deessa associada amb el peix o el Tigris, possiblement originàriament d'origen hurrita. Més tard es va dir que la ciutat estava dedicada a «la deessa Inanna de Nínive» i Nina era un dels noms sumeris i accadis d'aquesta deessa.
A més, la paraula נון/נונא en babilònic antic fa referència al gènere de peixos anthiinae, indicant a més la possibilitat d'una associació entre el nom de Nínive i el peix.
La ciutat també va ser coneguda com Ninuwa a Mari; Ninawa en arameu; Ninwe (ܢܸܢܘܵܐ) en siríac; i Nainavā (نینوا) en persa.
Nabī Yūnus és el nom àrab pel Profeta Jonàs. Kuyunjiq era, segons Layard, un nom turc (Layard utilitzava la forma "koyunjik", diminutiu de "koyun", 'ovella' en turc), i era conegut com Armousheeah pels àrabs, i es creu que tenia alguna connexió amb la dinastia Qara Qoyunlu. Aquests topònims fan referència a les zones al nord i al sud de la riera de Khosr, respectivament: Qoyunjiq és el nom de tot el sector nord tancat per les muralles de la ciutat i està dominat pel gran túmul (35 ha) de Tell Qoyunjiq, mentre que Nabī (o més comunament Nebi) Iunus és el sector sud al voltant de la mesquita del Profeta Iunus/Jonah, que es troba a Tell Nebi Iunus.

## Història

Expansions aproximades dels regnes que dominaven Nínive al segon mil·lenni aC
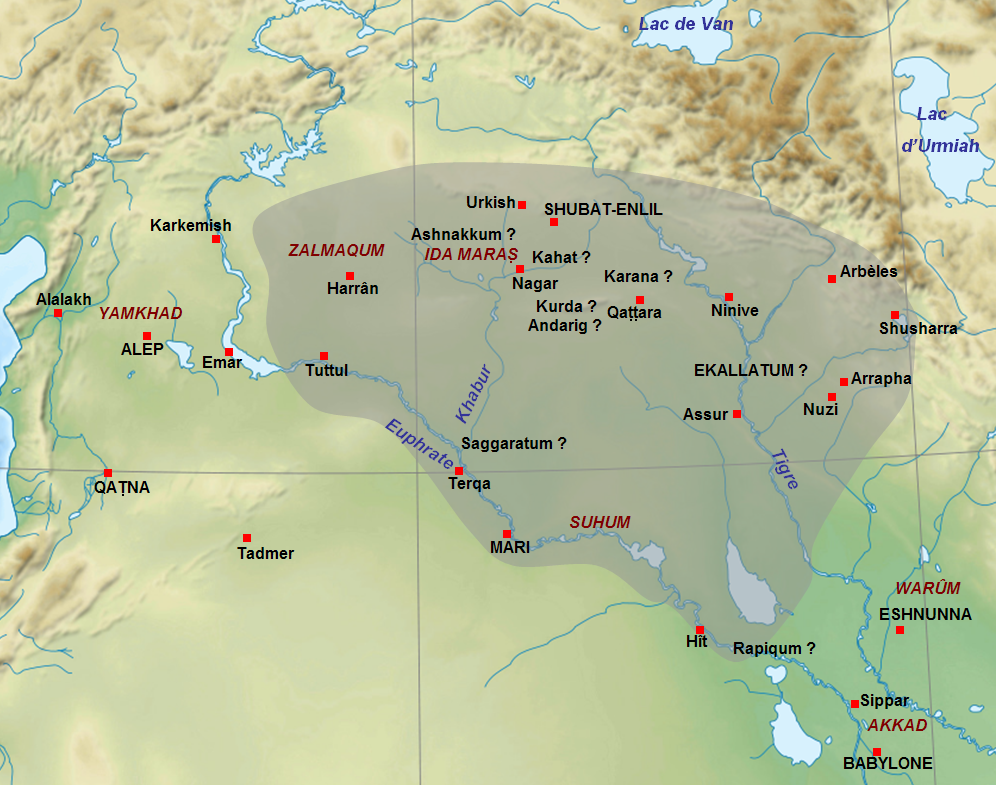
El Regne de l'Alta Mesopotàmia a la mort de Xamxi-Adad I cap al 1775 aC
El regne d'Hammurabi de Babilònia en el seu apogeu (mitjans segle XVIII aC).
El regne de Mittani en el seu apogeu a la primera meitat del segle XV aC
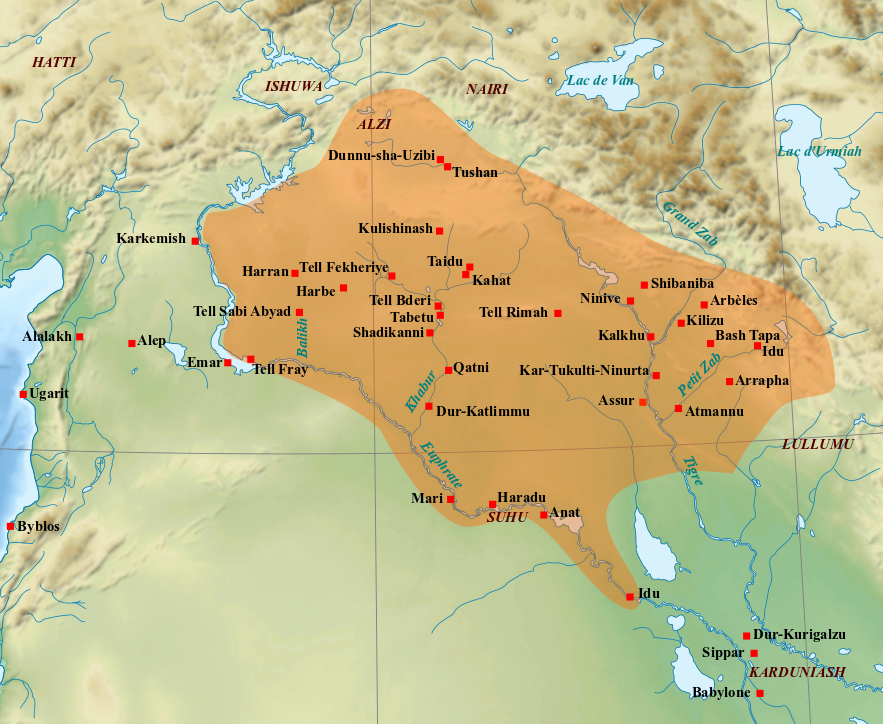
El regne mitjà assiri entre finals del segle XIII aC i princips del XI aC

El seu heroi epònim fundador fou Ninus. Nínive era una ciutat estat esmentada a partir del 1800 aC com a lloc on s'adorava Ixtar. Va passar a Babilònia abans del 1750 aC. Després del 1500 aC, va quedar sota influència de Mitanni. L'estàtua de la dea Ixtar de Nínive fou enviada, a la primera meitat del segle XIV aC, pel rei de Mitanni (llavors sobirà d'Assíria i Nínive) al faraó d'Egipte Amenofis III.

### Domini assiri
Des de la meitat del segle XIV aC, Nínive va quedar sota domini d'Assíria. Durant el període neoassiri i especialment sota Assurbanipal, fou la principal ciutat del país i el lloc de residència dels reis. Sota Sennàquerib, vers el 700 aC, les noves construccions afegides a les que s'havien fet el darrer segle la van convertir en una ciutat esplèndida, en què destacava el palau, i arribà als 7 km², amb uns cent cinquanta mil habitants.

### Destrucció
A partir del 633 aC, Assíria va entrar en decadència i, amb l'imperi, hi va entrar la seva capital. Fou destruïda el 612 aC per la coalició dels medes i els babilonis. Els habitants que no van poder escapar cap a l'oest foren morts o deportats. Els arqueòlegs hi van trobar nombrosos cossos humans sense enterrar. El lloc va quedar desocupat durant segles.

### Domini àrab
L'any 627, es va lliurar a la rodalia la batalla de Nínive entre l'Imperi Romà d'Orient i l'Imperi Sassànida. Després de la conquesta àrab, la ciutat de Mossul, a la riba contrària del Tigris, va ocupar el seu lloc.

## Geografia

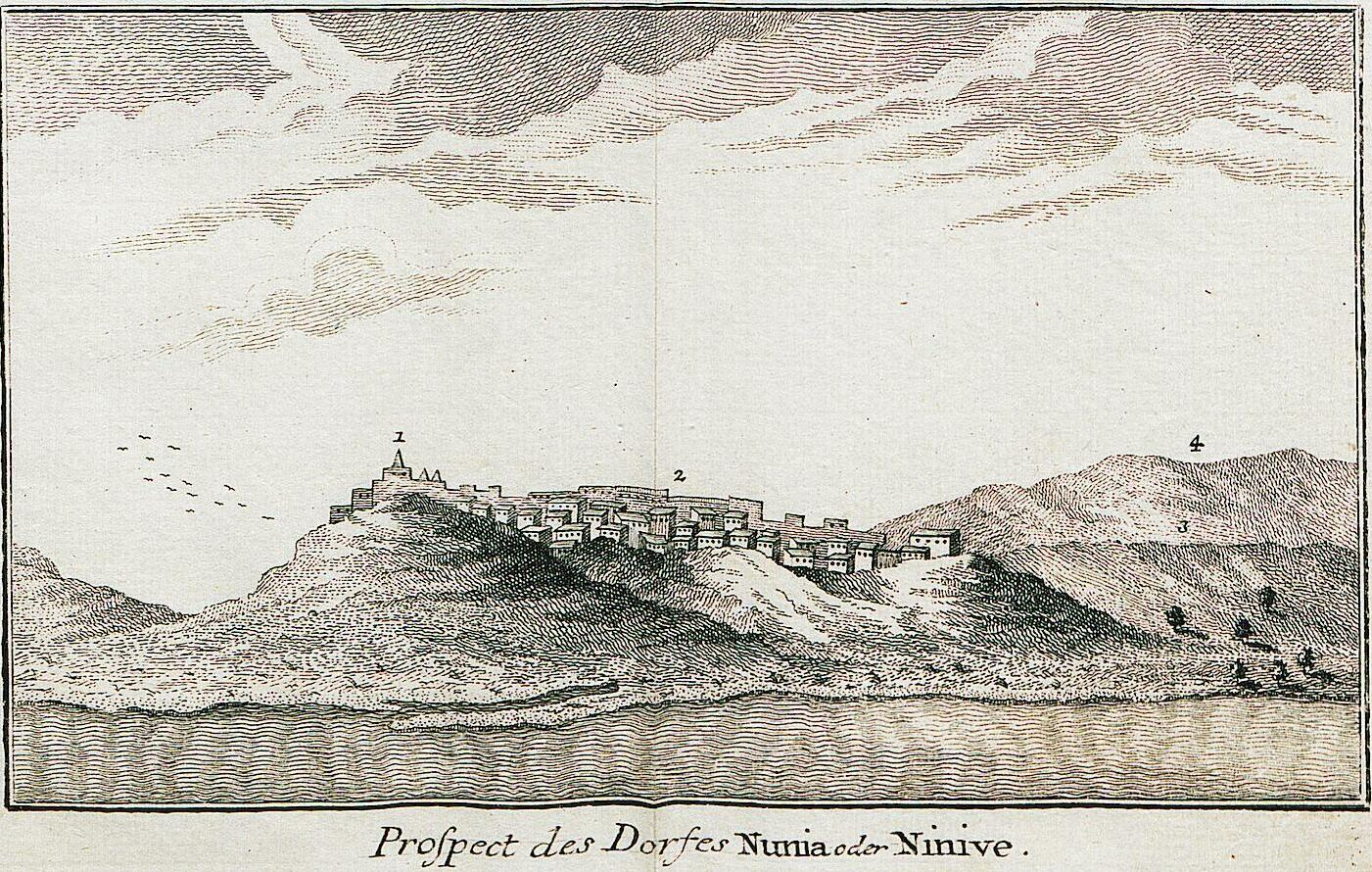
Vista del poble de "Nunia" o "Ninive", publicat per Carsten Niebuhr el 1778

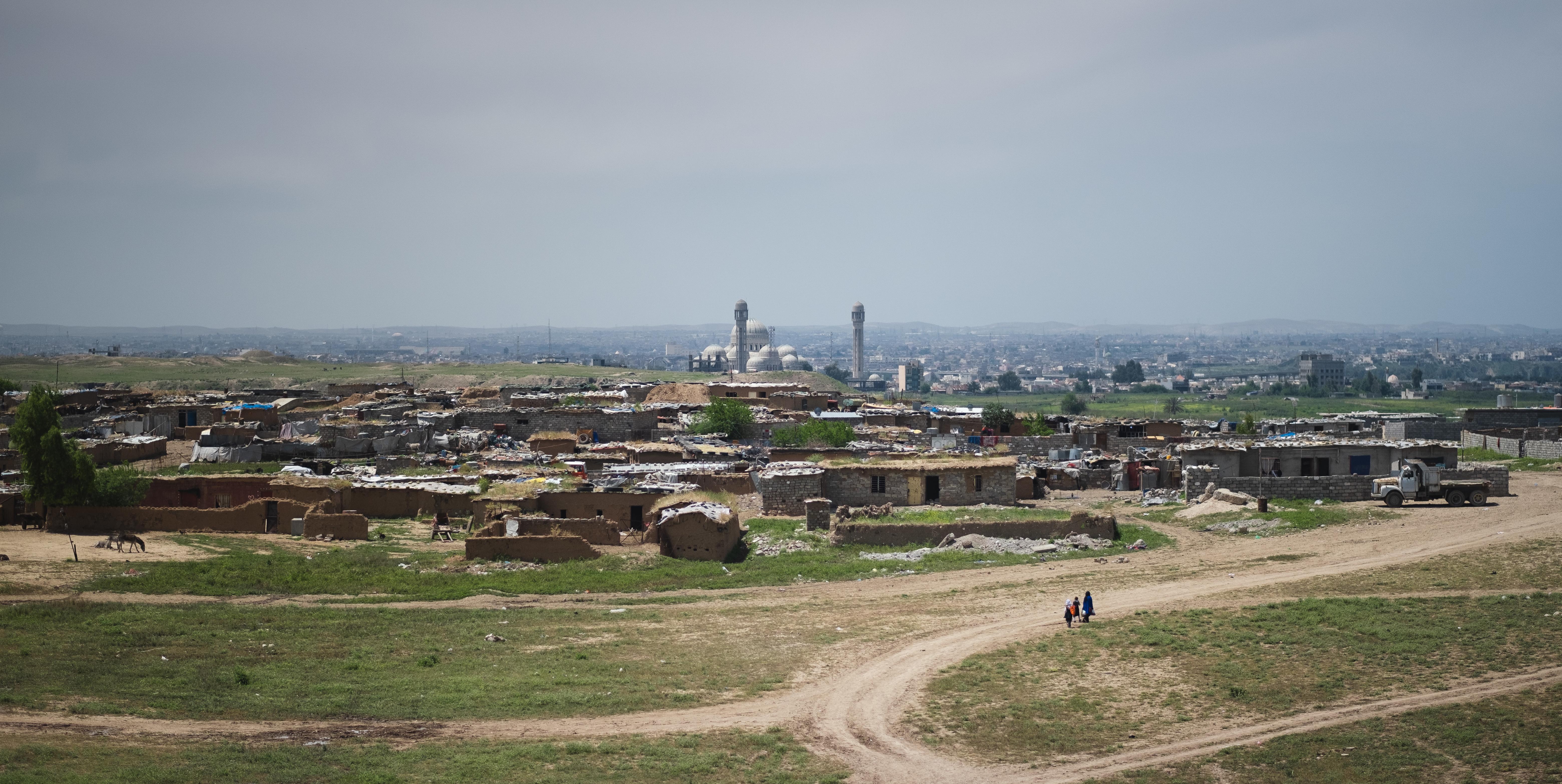
Poble de Nínive el 2019

Les restes de l'antiga Nínive, les zones de Qoyunjiq i Nabī Yūnus amb els seus túmuls, es troben en una part plana de la plana a la unió dels rius Tigris i Khosr dins d'una àrea de 750 ha circumscrita per 12 km de muralla de fortificació. Tot aquest espai extens és ara una immensa zona de ruïnes sobreposada per un terç pels suburbis de Nebi Yunus de la ciutat de Mossul oriental.
El lloc de l'antiga Nínive està dividit en dos pel riu Khosr. Al nord del Khosr, el lloc s'anomena Qoyunjiq, inclosa l'acròpoli de Tell Kuyunjiq; el poble il·legal de Rahmaniye es trobava a l'est de Qoyunjiq. Al sud del Khosr, la zona urbanitzada s'anomena Nebi Yunus (també Ghazliya, Jezayr, Jammasa), inclòs Tell Nebi Iunus on hi ha la mesquita del profeta Jonàs i un palau d’Assarhaddon / Assurbanipal a sota. Al sud del carrer Al-'Asady (realitzat per Daesh destruint franges de les muralles de la ciutat) la zona s'anomena Jounub Ninawah o Shara Pepsi.
Nínive va ser un important nus de rutes comercials que travessaven el Tigris per la gran carretera entre el mar Mediterrani i l'oceà Índic, unint així Orient i Occident, va rebre riquesa de moltes fonts, de manera que es va convertir en una de les més grans de totes les antigues ciutats de la regió, i l'última capital de l'Imperi Neoassiri.

## Nínive bíblica
A la Bíblia hebrea, Nínive s'esmenta per primera vegada a Gènesi 10:11: «Asur va deixar aquesta terra i va construir Nínive». Algunes traduccions modernes interpreten 'Ashur' en l'hebreu d'aquest vers com el país Assíria en lloc d'una persona, fent així Nimrod, més que Assur, el fundador de Nínive. La idea de Sir Walter Raleigh que Nimrod va construir Nínive i les ciutats de Gènesi 10:11–12 també ha estat refutada pels estudiosos. El descobriment dels quinze textos dels jubileus trobats entre els Manuscrits de la mar Morta ha demostrat des d'aleshores que, segons les sectes jueves de Qumran, Gènesi 10:11 afirma l'arribució de Nínive a Ashur. L'atribució de Nínive a Ashur també té el suport de la Septuaginta grega, la Bíblia del rei Jaume, la Bíblia de Ginebra i l'historiador romà Flavi Josep en les seves Antiguitats judaiques (Antiguitats, i, vi, 4).

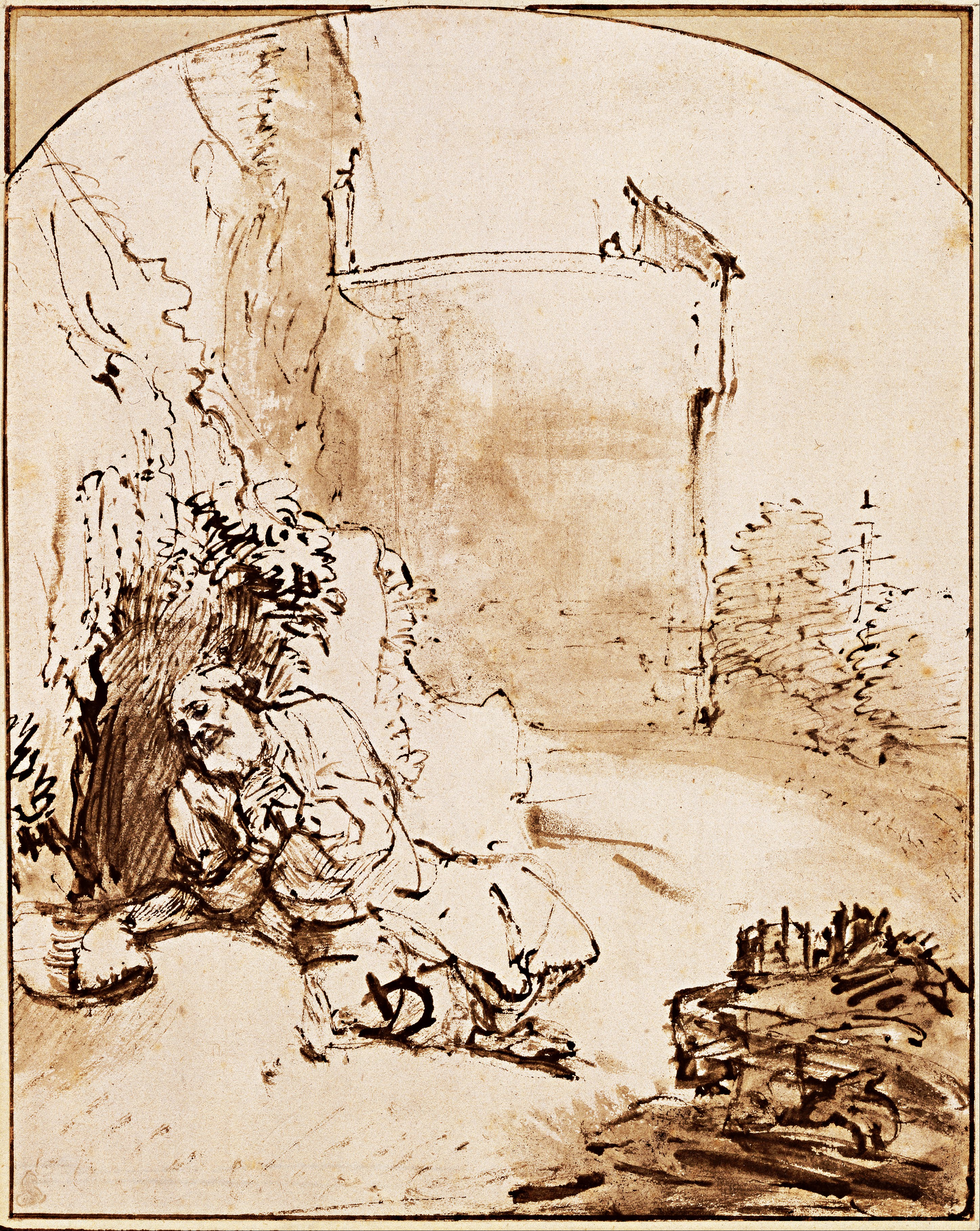
El profeta Jonàs davant les muralles de Nínive, dibuix de Rembrandt, c. 1655

Nínive va ser la capital florent de l'Imperi assiri i va ser la llar del rei Sennàquerib, rei d'Assíria, durant el regnat bíblic del rei Ezequies (יְחִזְקִיָּהוּ) i la vida del profeta de Judea Isaïes (ישעיה). Tal com consta a les escriptures hebrees, Nínive també va ser el lloc on Sennàquerib va morir a mans dels seus dos fills, que després van fugir a la terra vassall de `rrt (Urartu). El llibre del profeta Nahum està ocupat gairebé exclusivament amb denúncies profètiques contra Nínive. La seva ruïna i la seva total desolació estan predites. El seu final va ser estrany, sobtat i tràgic. Segons la Bíblia, va ser obra de Déu, el seu judici sobre l'orgull d'Assíria. En compliment de la profecia, Déu va fer «un final total del lloc». Es va convertir en una desolació. El profeta Sofonies també prediu la seva destrucció juntament amb la caiguda de l'Imperi del qual era la capital. Nínive és també l'escenari del Llibre de Tobies.
El Llibre de Jonàs, ambientat en els temps de l'Imperi assiri, la descriu com una «ciutat molt gran de tres dies de viatge d'amplada», la població de la qual en aquell moment es considera «més de 120.000». Gènesi 10:11–12 enumera quatre ciutats: Nínive, Rehoboth, Calah i Resen, afirmant ambiguament que Resen o Calah és «la gran ciutat». Les ruïnes de Kuyunjiq, Nimrud, Karamlesh i Dur Xarrukin formen les quatre cantonades d'un quadrilàter irregular. Les ruïnes de la gran ciutat Nínive, amb tota l'àrea inclosa dins del paral·lelogram que formen per línies dibuixades de l'una a l'altra, es consideren generalment formades per aquests quatre llocs. La descripció de Nínive a Jonàs probablement era una referència a Nínive més gran, incloses les ciutats circumdants de Rehoboth, Calah i Resen El Llibre de Jonàs descriu Nínive com una ciutat malvada digna de ser destruïda. Déu va enviar Jonàs a predicar als ninivetes de la seva propera destrucció, i per això van dejunar i es van penedir. Com a resultat, Déu va salvar la ciutat; Quan Jonàs protesta en contra d'això, Déu afirma que està mostrant misericòrdia per a la població que ignora la diferència entre el bé i el mal («que no pot discernir entre la seva mà dreta i la seva mà esquerra») i pietat pels animals de la ciutat.
El penediment de Nínive i la salvació del mal es poden trobar a l'hebreu Tanakh, també conegut com l'Antic Testament), i es fa referència al Nou Testament cristià i l'Alcorà musulmà. Fins avui, les esglésies siríaques i ortodoxes orientals commemoren els tres dies que Jonàs va passar dins del peix durant el dejuni de Nínive. Alguns cristians celebren aquest dejuni de festa abstenint-se de menjar i beure, i les esglésies animen els seguidors a abstenir-se de carn, peix i productes lactis.

## Arqueologia
Les restes de Nínive es van trobar a Koyunjik i Nabi Yunus, de les quals només s'ha pogut excavar la primera perquè a la segona hi ha una capella musulmana (la tomba de Yunus, el profeta Jonàs), la més venerada de l'Iraq septentrional. Les primeres excavacions, les va fer el cònsol francès a Mossul, Botta, el 1843, el qual va trobar el palau reial de Sargon II. Les ruïnes foren explorades pel britànic sir Austen Henry Layard del 1845 al 1851 i, el 1847, va trobar el palau de Sennàquerib i la coneguda llibreria d'Assurbanipal amb 22.000 tauletes gravades que foren enviades a Londres.
Altres exploradors en foren George Smith i Hormuzd Rassam entre d'altres. Vers 1921 hi va fer excavacions el Museu Britànic (equip dirigit per L. W. King) a la zona del temple de Habu. El 1927 hi va excavar Campbell Thompson; des del 1981 hi va excavar David Stronach, de la Universitat de Berkeley. També s'han fet diverses excavacions per arqueòlegs iraquians. Es calcula que les seves ruïnes ocupen una àrea de 730 hectàrees (7.300.000 m²).